# De Heilige Hiëronymus in zijn studeervertrek
De Heilige Hiëronymus in zijn studeervertrek (Duits: Der heilige Hieronymus im Gehäus) is een gravure uit 1514 van de Duitse renaissancekunstenaar Albrecht Dürer, 24,4 x 18,7 centimeter groot. De gravure toont de heilige Hiëronymus van Stridon. Samen met de eveneens door Dürer gemaakte gravures Ridder, Dood en Duivel (1513) en Melencolia I (1514) wordt deze gravure vaak tot een reeks geschaard, die de Meisterstiche worden genoemd. Van de gravure zijn meerdere afdrukken gemaakt, die zich in een aantal musea en prentenkabinetten bevinden.

## Afbeelding
De gravure toont Hiëronymus van Stridon, volledig in beslag genomen door zijn werk. Hij zit aan een schrijftafel in een opgeruimd, zonnig studeervertrek. Mogelijk gaat het hier om een kloostercel, die door een muur afgescheiden is van een andere kloostercel. Deze afscheiding ligt tegen een van verticale raamstijlen en een ronde bovenkant voorzien raam. Het gehele tafereel wordt omlijst door een zware zolderbalk in de nok, een opstapje op de voorgrond, en een grote stenen pillaar op links. Door het opstapje zit Hiëronymus als het ware iets hoger dan de toeschouwer. Op het opstapje op de voorgrond liggen een slapende leeuw en een hondje. Een denkbeeldige lijn loopt vanaf het hoofd van Hiëronymus, door het kruisbeeld, naar de schedel op de vensterbank. Overal in de kamer liggen voorwerpen verspreid die gebruikelijk zijn voor een studeervertrek: boeken, een kist, brieven, en een schaar. Boven het hoofd van Hiëronymus hangt zijn kardinaalshoed, een anachronistische verwijzing naar zijn status als kerkleraar in de Rooms-Katholieke Kerk. In de middeleeuwse kunst wordt Hiëronymus vaak afgebeeld met de kleding van een kardinaal, om zijn bijzondere staat van dienst voor de Kerk te eren, hoewel de kardinaalsfunctie ten tijde van het leven van Hiëronymus nog niet bestond. De kardinaalshoed op de gravure is hier een goed voorbeeld van.
Het grootste en misschien wel het vreemdste voorwerp in de ruimte is een zeer precies getekende pompoen, die op de voorgrond aan de zolderbalk hangt. Volgens Peter Parshall, curator van het prentenkabinet in de National Gallery of Art, verwijst deze pompoen naar een beroemde filologische discussie tussen Hiëronymus en Augustinus van Hippo over de precieze vertaling van het Hebreeuwse woord kikayon (קיקיון), dat in het Oude Testament naar de klimplant verwijst die God liet groeien om Jonas te beschermen nadat deze laatste door de walvis was uitgeworpen. Hiëronymus vertaalde dit in de Vulgaat als hedera, klimop, in plaats van het meer gangbare cucurbita, pompoen.

## Interpretatie en ontvangst
In de christelijke iconografie wordt Hiëronymus vaak afgebeeld met een leeuw. Volgens een heiligenlegende kwam Hiëronymus deze leeuw tegen in de wildernis: de leeuw had een doorn in zijn poot, die Hiëronymus er uithaalde. Mogelijk is dit verhaal afgeleid van een verhaal dat bekendstaat als Androclus en de leeuw, uit de Attische Nachten van de tweede-eeuwse Romeinse schrijver Aulus Gellius.
Kunsthistoricus Erwin Panofsky noemt de uitstraling van het studeervertrek "gemütlich" (gemoedelijk) en "stimmungsvoll" (aangenaam). Andrew C. Weislogel stelt dat het een ongewone keuze is om Hiëronymus in een kloostercel af te beelden, afgesloten van de buitenwereld. Het komt namelijk vaak voor dat Hiëronymus op kunstwerken in de wildernis wordt afgebeeld. Ook legt Dürer op deze gravure meer nadruk op de kamer dan op Hiëronymus zelf, door de heilige in de verte af te beelden, een eind van de toeschouwer af gelegen.